# Max Gutknecht

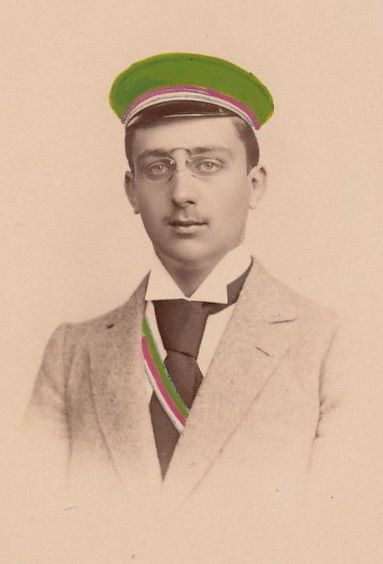
Max Gutknecht als Tübinger Franke (1895)

Max Gutknecht (* 30. Juni 1876 in Altenburg; † 3. Januar 1935 in Berlin) war ein deutscher Verwaltungsjurist und Politiker.

## Leben
Nach dem Abitur am Gymnasium Carolinum Bernburg begann Gutknecht an der Eberhard Karls Universität Tübingen Rechtswissenschaft zu studieren. 1896 wurde er im Corps Franconia Tübingen aktiv. Er wechselte im selben Jahr an die Universität Leipzig und schloss sich auch dem Corps Saxonia Leipzig an. Nach der Promotion zum Dr. iur. in Heidelberg wurde er Regierungsreferendar in Merseburg und später Regierungsassessor in Dessau. Von 1909 bis 1918 war er Landrat des Kreises Zerbst. Am Ersten Weltkrieg nahm er zunächst als Rittmeister der Reserve teil, wurde jedoch bereits nach kurzer Zeit zum Vorsitzenden des anhaltischen Landesernährungsamtes berufen.
Kurz vor Ende des Ersten Weltkrieges wurde Gutknecht am 8. November 1918 anhaltischer Staatsminister und stand als Ministerpräsident dem Kabinett Gutknecht vor. Bereits am 14. November 1918 musste er zurücktreten, blieb aber bis 1927 Hausminister des herzoglichen Hauses und war dessen Generalbevollmächtigter bei den Auseinandersetzungsverhandlungen mit dem Freistaat Anhalt. Anschließend lebte er auf seinem Rittergut Priorau bei Raguhn im Kreis Bitterfeld.
Gutknecht war Aufsichtsratsvorsitzender der Kammgarnspinnerei Stöhr & Co. AG in Leipzig-Plagwitz, der Elberfelder Textilwerke AG in Elberfeld und der Ohligser Leinen- und Baumwollweberei in Ohligs sowie stellvertretender Aufsichtsratsvorsitzender der Anhaltisch-Dessauischen Landesbank in Dessau.
Weiterhin gehörte er den Aufsichtsräten der Leipziger Wollkämmerei in Leipzig, der C. F. Solbrig Söhne AG in Chemnitz, der Maatschappij voor Textilondernemigen in Amsterdam und der Deutschen Bank und Disconto-Gesellschaft in Berlin an.

## Auszeichnungen
- Eisernes Kreuz II. Klasse
- Hausorden Albrechts des Bären, Großkreuz
- Ritterinsignien 1. Klasse mit Schwertern des Hausordens Albrechts des Bären
- Friedrich-Kreuz
- Rote Kreuz-Medaille (Preußen) 2. Klasse
- Orden Heinrichs des Löwen, Ritterkreuz 1. Klasse